# Hylaeus assimulans
Hylaeus assimulans är en biart som först beskrevs av Robert Cyril Layton Perkins 1899. Den ingår i släktet citronbin och familjen korttungebin. Arten finns bara på tre öar i Hawaii, där den betraktas som hotad. Inga underarter finns listade i Catalogue of Life.

## Beskrivning
Hylaeus assimulans är stor för att vara ett citronbi. Vingarna är mer eller mindre rökfärgade. Hanen har svart grundfärg, med en gul ansiktsmask som omfattar clypeus samt avlånga, upptill avsmalnande områden vid sidorna av ansiktet. Han har också bruna, tillplattade hår på bakkroppens spets. Den stora honan är helsvart.

## Utbredning
Arten är endemisk för tre öar i Hawaii, Oahu, Maui och Kahoolawe. Tidigare har den troligen även funnits på Molokai.

## Ekologi
Habitatet utgörs av strandängar och speciellt torr skog. Arten flyger gärna till malvaväxtarten Sida fallax. Den besöker även andra växter, som bland andra myrtenväxtarten Metrosideros polymorpha.
Arten är solitär, honorna inrättar sina larvbon i marken, vanligtvis i övergivna insektsbon eller naturliga håligheter. Arten har svaga käkar, och är inte bra på att gräva ut bona själv. I boet konstruerar honan yngelkammare, som hon klär med ett körtelsekret som stelnar till ett cellofanliknande material. Varje yngelkammare fylls sedan med en blandning av nektar och pollen som föda åt larven, innan honan lägger ett ägg i kammaren.

## Status
Arten minskar i hela utbredningsområdet, den har nästan försvunnit på Oahu, och saknas helt på Molokai, där den antas ha funnits tidigare. Främsta hotet är från förvildade tamdjur, som grisar, kor, getter och även rådjur, som äter upp födoväxterna. Födokonkurrens från andra bin, i synnerhet honungsbi, kan även vara ett hot, liksom de många myrorna i området. US Fish and Wildlife Service har därför rödlistat arten som Endangered (hotad).